# هولدن كومودور
هولدن كومودور هي سيارة سيدان من متوسطة إلى كبيرة تبيعها هولدن منذ عام 1978. تم تصنيعها من 1978 إلى 2017 في أستراليا ومن 1979 إلى 1990 في نيوزيلندا، مع انتهاء إنتاج النسخ المصنعة محليًا في أستراليا في 20 أكتوبر 2017. انتهت مبيعات الكومودور في عام 2020، بالتزامن مع وقف العلامة التجارية هولدن ولوحة الاسم بالكامل.
بالنسبة للطراز الأصلي، استبدلت هولدن سيارتي كينجسوود وبريمير الكبيرة ذات الخدمة الطويلة التي تم تطويرها في أستراليا، مع منصة أخرى للدفع الخلفي (RWD) والتي كانت، مع ذلك، تعتمد على تصميم أوروبي أصغر من قبل أوبل، أعيد تصميمها للظروف الأسترالية. أصبحت السلسلة اللاحقة أكبر، وبلغت ذروتها مع الجيل الرابع من كومودور، الذي تم تطويره بالكامل في أستراليا وعلى أساس منصة جنرال موتورز للسيارات ذات الدفع الخلفي.
كان الجيل الخامس من شفروليه كامارو 2010-15 هو نموذج منصة زيتا الوحيد الذي تم إنتاجه في أمريكا الشمالية. تم تصنيع جميع مركبات منصة زيتا الأخرى في أستراليا بواسطة هولدن. في عام 2016، ظهرت شيفروليه كامارو (الجيل السادس) لأول مرة على منصة جنرال موتورز ألفا.

## الجيل الأول (1978-1988)

### ڤي بي (1978-1980)
في أكتوبر 1978، غطى تطوير (ڤي بي كومودور) فترة مع آثار أزمة النفط عام 1973 التي لا تزال محسوسة. ومن ثم، عندما قررت هولدن استبدال (إتش زد كينجسوود) بخط طراز جديد، أرادوا أن تكون السيارة الجديدة أصغر حجمًا وأكثر كفاءة في استهلاك الوقود.
في الأصل، نظرت هولدن في تطوير (دابليو ايه كينجسوود) جديدة، ولكن تم التخلي عن هذا المشروع. مع عدم وجود بديل قيد التطوير، تطلع هولدن إلى أوبل لتوفير أساسات محرك (ڤي بي)، معتمدا بشكل غير محكم على هيكل (إي ريكورد) رباعي الأسطوانات، مع تطعيم الجبهة من (أوبل سيناتور ايه)، كلاهما شُيد باستخدام منصة (ڤي جي إم). وقد استلزم هذا التغيير لاستيعاب أكبر (هولدن الست) وأكبر (محرك ڤي ايت). كما تبنت هولدن اسم «كومودور» من شركة أوبل، والتي كانت تستخدم الاسم منذ عام 1967.
واصلت أوبل استخدام هجين هولدن (ريكورد سيناتور) كأساس لجيلها الجديد (كومودور سي).
أثناء تطوير VB ، أدرك هولدن أنه عند القيادة بسرعة على الطرق الأسترالية القاسية، فإن Rekord سينكسر فعليًا إلى النصف عند جدار الحماية. أجبر هذا هولدن على إعادة صياغة السيارة بالكامل للظروف المحلية، مما أدى إلى قواسم مشتركة بنسبة 35 بالمائة فقط مع أوبل. وREKORD وتبختر ماكفيرسون التعليق الأمامي تم تعديل وفقا لذلك، وإعادة تدوير الكرة تم استبدال القيادة مع رف جناح الطائر ونوع. هذه التعديلات انفجرت تكاليف التطوير يفوق التوقعات إلى ذكرت A $ 110,000,000 - رقم قريب من تكلفة تطوير نموذج جديد بشكل مستقل. مع هذا المبلغ الكبير الذي استهلكه برنامج تطوير VB ، تُرك هولدن مع موارد مالية غير كافية لتطوير نموذج عربة. أُضيف أن هندسة الكومودور كانت تعتبر قاعدة غير مناسبة لطرازات المرافق وقاعدة العجلات الطويلة، ترك هولدن مع سيارة سيدان فقط، وإن كان مستوى واحدًا من ثلاثة مستويات من الفخامة: القاعدة، SL ، و SL / E. أجبرت الإجراءات اليائسة هولدن على تشكيل الواجهة الأمامية للكومودور في الجزء الخلفي من عربة ريكورد. نظرًا لأنه كان لابد من استيراد الصفائح المعدنية الخاصة بالعربة من ألمانيا، فقد عانت العربة، التي تم تقديمها في يوليو 1979، من اختلافات حتمية في المكونات من سيارة السيدان. على الرغم من عدم انتقادهم بشكل متكرر في السنوات الأولى، إلا أن مشاكل الجودة كانت واضحة، مع تقليم رديء وملاءمة اللوحة إشكالية لجميع العميد من الجيل الأول. هذا إلى جانب معضلات ميكانيكية مثل فشل مضخة المياه وحشرجة رف التوجيه، مما يضمن أن مطالبات الضمان كانت مرتفعة في السنة الأولى. وفي مواجهة هذه القضايا، وأشاد VB لقيمته مقابل المال والتطور، وخاصة في ما يخص القيادة، نوعية الركوب، المناورة والفرامل، وبذلك حصل على جائزة سيارة العام من العجلات لعام 1978.

### (VC (198O-1981
كان أهم تغيير في VC Commodore في مارس 1980 هو ترقية المحرك إلى مواصفات "XT5". الآن تم طلاءها باللون الأزرق وبالتالي تُعرف باسم Blue Straight-sixes و Holden V8s ، استبدلت هذه الوحدات الحمراء المجهزة بـ VB والسيارات السابقة. وشملت التغييرات اثني عشر الميناء الجديد الاسطوانة، إعادة تصميم غرف الاحتراق، مدخل والفتحات العادم، واثنين برميل الجديد الكربوراتور. أحاطت التعديلات والتغييرات في V8s بتنفيذ الإشعال الإلكتروني ورأس الأسطوانة المنقح وتصميم مشعب المدخل وتركيب مكربن رباعي الأسطوانات على البديل 4.2 لتر. أدت هذه التغييرات إلى تحسين الكفاءة وزيادة النواتج والقيادة المدعومة. استجابة لارتفاع أسعار النفط، تم إنتاج نوع من أربع أسطوانات في يونيو 1980. سعة 1.9 لتر، هذا المحرك المعروف باسم Starfire كان فعليًا بستة أسطوانات مستقيمة من هولدن مع إزالة أسطوانتين. إن ذروة إنتاج الطاقة الأربعة البالغة 58 كيلوواط (78 حصان) وعزم الدوران المُقدر عند 140 نيوتن متر (103 قدمًا مكعبًا) يعني أن أدائها تعرض للخطر. تشير التقارير إلى أن الحاجة إلى دفع المحرك بقوة لاستخراج الأداء أدى إلى استهلاك الوقود في العالم الحقيقي على غرار الستات المستقيمة.
امتد تركيز هولدن على الاقتصاد في استهلاك الوقود إلى ما وراء مجموعات نقل الحركة، مع وجود مقياس فراغ لاستهلاك الوقود يحل محل مقياس سرعة الدوران في جميع أنحاء النطاق، على الرغم من أنه يمكن إعادة اختياره مع حزمة الأجهزة الرياضية. كانت التغييرات المرئية محدودة: نقل شعار الشركة إلى مركز الشبكة المعاد تصميمها، والزخرفة ذات اللون الأسود المطبق على المصابيح الخلفية لسيارات السيدان، ونقش شارة النموذج في أشرطة الاحتكاك الجانبية. السيارة الأساسية غير المصممة سابقًا، كانت الآن Commodore L ، مما فتح المجال لسيارة جديدة من المستوى الفرعي غير الملحومة. نموذج خيار الحذف هذا، غير محدد ومتاح فقط لـعملاء الأسطول. في طراز Commodore SL / E المتميز، أصبح خيار الطلاء الخارجي "Shadowtone" المُعاد إحيائه متاحًا في نطاق محدود من تركيبات الألوان الداكنة أكثر من الضوء. وفقًا للمراجعات المعاصرة، أنتجت التغييرات التي تم إجراؤها على توجيه VC إحساسًا أثقل وانحرافًا مائلًا، بينما أعطى التعليق المعدل قيادة أكثر ليونة وعالج المخاوف التي أثيرت أثناء القيادة المحملة بالكامل.

### (VH (1981-1984
سلسلة VH العميد أدخلت في سبتمبر 1981 جلبت تحديث معتدلة هيكل السيارة الأمامي، مع الجديد غطاء محرك السيارة والجبهة حراس لتسهيل المصابيح الأمامية إعادة تشكيل ومضلعة أفقيا مصبغة. عملت تغييرات التصميم للواجهة الأمامية على إنتاج مظهر أطول وأوسع. في الخلف، تتميز سيارات السيدان بمجموعات المصابيح الخلفية المعاد تصميمها، والتي استعار تصميمها من طرازات مرسيدس بنز اليوم، باستخدام تصميم بفتحة تهوية. في نفس الوقت، التسمية من النطاق تم ترشيده. حل SL محل L كنموذج أساسي، حيث أصبح مستوى SL القديم متوسط المدى SL / X ، وبقي SL / E كأفضل متغير من الخط. كانت العربات مقصورة على حوافي SL و SL / X. إعادة تصميم خماسية عجلات -replacing وSL الأصلي / نوع E تستخدم منذ عام 1978 -along مع سوداء رسمت B-عمود، والتفاف حول الكروم الخلفي الوفير ملحقات لل أقواس العجلات، والمصابيح الخلفية الممتدة التي تقاربت مع تجويف لوحة الترخيص - ميزت SL / E الذي يتصدر النطاق عن المتغيرات الأخرى. كانت العجلات الخماسية الجديدة قليلة العرض في البداية، بحيث لم تستلمها إلا سيارات السيدان SL / E من طراز Shadowtone أثناء إنتاج عام 1981.
تم ترحيل المواصفات الميكانيكية، باستثناء ناقل الحركة اليدوي الجديد بخمس سرعات، وهو اختياري في الإصدارين سعة 1.9 لترًا رباعي الأسطوانات و 2.85 لترًا بست أسطوانات. في محاولة لتحسين أرقام المبيعات للمحرك الرباعي، أمضت هولدن وقتًا طويلاً في تحسين أدائها وكفاءتها. تم إجراء تعديلات أيضًا على 2.85 لترات الست لرفع الاقتصاد، وتمكنت محطات توليد الطاقة من تقليل استهلاك الوقود بنسبة تصل إلى 12.5 و 14 في المائة، في المقابل. أطلقت هولدن سيارة كومودور إس إس سيدان ذات التوجه الرياضي في سبتمبر 1982 - إعادة تقديم لوحة اسم استخدمت لفترة وجيزة قبل عشر سنوات مع سلسلة HQ . تم تزويد كلا الإصدارين من VH SS مع ناقل حركة يدوي رباعي السرعات، حيث تم تزويدهما بخيار محرك V8 سعة 4.2 لتر أو 5.0 لتر اختياريًا. سباق سائق بيتر بروك الصورة موزع فريق هولدن (HDT) الزي عالية الأداء تنتج ثلاثة إصدارات مطورة، والمعروفة باسم المجموعة الأولى، المجموعة الثانية والمجموعة الثالثة، وإصدار الأخير متاح في أي 4.2 ليتر أو أكثر شيوعا 5.0 ليتر V8 ترتيب.
بحلول وقت سلسلة VH ، بدأت مبيعات Commodore في الانخفاض. يمكن لمحرك هولدن سداسي الأسطوانات، والذي تم نقله من Kingswood ، تتبع جذوره إلى عام 1963 ولم يعد قادرًا على المنافسة. أدت التحسينات المستمرة التي تم إجراؤها على منافس شركة فورد فالكون لشركة Commodore إلى أن محرك VH لم يكن أكثر كفاءة في استهلاك الوقود أو أداءً أفضل على الرغم من الحجم الأصغر. تم تقليص هذا بسبب عدم وجود أي تنقيحات رئيسية لمجموعة نقل الحركة بحلول وقت VH وعدم وجود مغادرة بصرية من VB الأصلي. كان على هولدن أيضًا التعامل مع تدفق كاميرا متوسطة الحجم الخاصة بهممن عام 1982، والذي قدم حجمًا داخليًا مشابهًا مع استهلاك أقل للوقود، وبأقل من نقطة تسعير كومودور. كانت مبيعات Camira قوية في البداية، ولكن مع استقرار أسعار الوقود، انجذب المشترون بعيدًا عن Camira و Commodore نحو فالكون الأكبر، والتي تفوقت على Commodore باعتبارها السيارة الأكثر مبيعًا في أستراليا لأول مرة في عام 1982.

### (VK (1984-1986
يمثل أول تغيير رئيسي منذ إصدار VB الأصلي، قدم طراز VK لعام 1984 منزل زجاجي بستة نوافذ، على عكس التصميم السابق ذي الأربع نوافذ، لجعل الكومودور يبدو أكبر. ساعد التصميم المنقح في تحفيز المبيعات التي بلغت 135000 في عامين. هذا لم يضع حدًا لمشاكل هولدن النقدية. تراجعت مبيعات كاميرا الشهيرة في البداية بسبب مشكلات جودة غير متوقعة، في حين بدأت سلسلة سيارات هولدن دبليو بي التجارية ونماذج ستيتسمان دبليو بي الفاخرة في إظهار عمرها. كانت أصولهم في عام 1971 مقارنة مع موديلات فورد الأكثر حداثة من طراز فالكون وفيرلاين .
تم إدخال أسماء جديدة لخفض مستويات أيضا، مثل العميد التنفيذي (لSL مع تكييف الهواء وناقل حركة أوتوماتيكي)، العميد Berlina (استبدال SL / X) وكاليه (استبدال SL / E). تم استبدال المحرك الأزرق السداسي المستقيم سعة 3.3 لتر بالمواصفات السوداء، واكتسب نظام الإشعال الذي يتم التحكم فيه بواسطة الكمبيوتر على إصدارات المكربن وحقن الوقود الإلكتروني الاختياري الذي يعزز إنتاج الطاقة إلى 106 كيلو واط (142 حصان). استمر محرك V8 سعة 5.0 لتر في تشغيل المتغيرات عالية المواصفات، ولكن تقلص من 5044 سم مكعب إلى 4987 سم مكعب في عام 1985 بسبب سباق المجموعة أ الجديدقواعد التجانس . خفضت السيارة الجديدة وزن سلفها بمقدار 75 كجم (165 رطلاً) وتم تزويد الطرازات بنظام مكابح مطور. نظرًا لأن أسعار النفط المرتفعة أصبحت شيئًا من الماضي، قررت هولدن إسقاط محرك V8 سعة 2.85 - ستة و 4.2 لترًا، بينما اقتصر المحرك رباعي الأسطوانات سعة 1.9 لتر على نيوزيلندا.

### (VL (1986-1988
مسجلاً نقطة عالية من حيث المبيعات، تم بيع أحدث طراز VL Commodore بأرقام قياسية، وتمكن أخيرًا من التفوق على فورد فالكون في القطاع الخاص. مثّل موديل 1986 VL تحولًا كبيرًا في VK وسيكون آخر طراز كومودور متوسط الحجم لمدة 30 عامًا. أبعد المصممون الكومودور بعيدًا عن أصول أوبل، من خلال تنعيم خطوط الهيكل الخارجي ودمج جناح خلفي دقيق . شهدت إعادة التصميم الشامل للأنف حصول الكومودور على مصابيح أمامية أنيقة وضيقة وشبكة أكثر سطحية، في حين استخدمت مواصفات كاليه مصابيح أمامية فريدة مخفية جزئيًا.
بحلول هذه المرحلة، كانت أسطوانات هولدن ذات الست أسطوانات البالغة من العمر 24 عامًا قد عفا عليها الزمن تمامًا وكان من الصعب إعادة تصميمها لتتوافق مع معايير الانبعاثات المعلقة وإدخال الوقود الخالي من الرصاص. أدى ذلك إلى توقيع هولدن صفقة مع شركة نيسان اليابانية لاستيراد محرك RB30E . بدت هذه فكرة جيدة في عام 1983 عندما كان الدولار الأسترالي قويًا. ولكن بحلول عام 1986، أصبح الاحتمال الذي كان قابلاً للحياة باهظ التكلفة إلى حد ما. سرعان ما قبل الجمهور ما كان في البداية خطوة مثيرة للجدل، حيث ظهرت تقارير عن التحسينات في الصقل، وزيادة 33 بالمائة في القوة و 15 بالمائة اقتصاد أفضل على نسخة المكربن من VK's Black Straight-six. ظهر شاحن توربيني اختياري بعد ستة أشهر ورفع إنتاج الطاقة إلى 150 كيلو واط (201 حصان). في أكتوبر 1986، تم الإعلان عن نسخة خالية من الرصاص من محرك هولدن V8 المكربن . كانت هولدن قد خططت في الأصل للتوقف عن إنتاج محرك V8 لتجنيب النفقات الهندسية للتحول إلى الخالي من الرصاص. ومع ذلك، أقنعهم الغضب العام بالتراجع. كانت VLs في نيوزيلندا متوفرة أيضًا بمحرك RB20E سداسي الأسطوانات سعة 2.0 لتر .
عانى VL من بعض مشاكل جودة البناء الشائعة، مثل ضعف إحكام إغلاق الزجاج الأمامي، مما قد يؤدي إلى تسرب المياه والتآكل . التغليف غير الملائم تحت غطاء المحرك المنخفض إلى جانب قرار هولدن باستخدام مشعاع التدفق المتقاطع (على عكس المبرد المتدفق لأعلى لأسفل المثبت في نيسان سكايلاين المكافئ) يعني أن المحرك ذو الست أسطوانات كان عرضة بشكل خاص لرؤوس الأسطوانات المتشققة، وهي مشكلة لا تُعرض على Nissan Skyline التي تشترك معها في محرك RB30E . تصنيفات سلامة السيارات المستعملة، التي نشرتها جامعة موناش عام 2008وجد مركز أبحاث الحوادث أن الجيل الأول من الكومودور (VB-VL)، على غرار سيارات Ford Falcons المصنعة خلال نفس السنوات، يوفر مستوى «أسوأ من المتوسط» من حماية سلامة الركاب في حالة وقوع حادث . ربما يكون من الجدير بالذكر أن منشور جامعة موناش يتضمن في متوسطاته المركبات المصنعة في أواخر عام 2006. على هذا النحو، ومع الضرورة المعقولة، تتضمن تصنيفات سلامة السيارات المستعملة لعام 2008 مقارنة بين بعض المركبات التي لا تحتوي على وسادة هوائية مع المركبات اللاحقة المزودة بأكياس هوائية. في عام 1988، كان لا يزال هناك بضع سنوات قبل أن تصبح الوسائد الهوائية متاحة للجمهور في السيارات المصنعة في أستراليا، وخارج سوق المنتجات الفاخرة الفاخرة للغاية، متوفرة في أستراليا على الإطلاق. مع توفر تقنية الوسائد الهوائية في وقت لاحق، أصبح هولدن كومودور واحدًا من أوائل الذين يقدمون هذا الخيار (انظر VR Commodore).

## التطور
تم تقديمه في البداية كهيكل سيارة سيدان منفردا، وتوسع النطاق في عام 1979 ليشمل عربة ستيشن. منذ عام 1984، بدأت هولدن في وضع علامة تجارية على الطراز الرائد باسم هولدن كاليه، مع تقديم كومودور بيرلينا في عام 1984 للحصول على تسمية هولدن بيرلينا المستقلة في عام 1988. وتبعت مشتقات ستيتسمان / كابريس ذات قاعدة العجلات الطويلة ومتغيرات جسم كومودور في عام 1990. معظم أنماط الهيكل، مع أداة هولدن الجديدة التي تم إطلاقها في عام 2000 (الآن رسميًا باسم هولدن يوتي)، ولدت من جديد مونارو كوبيه في عام 2001، وهولدن كرومان بأربعة أبواب ودفع رباعي (AWD) هولدن أدفنترا كروس في 2003. هولدن للمركبات الخاصة (HSV). في عام 1987 بدأ التعديل الرسمي للمتغيرات عالية الأداء للكومودور ومشتقاته، تحت اسمها الخاص.

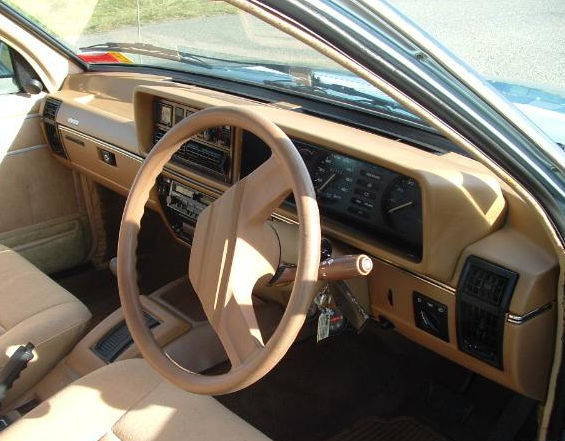

جاء التنافس في الغالب من فورد فالكون - التي بنيت محليًا أيضًا. قبل الجيل الثاني من كومودور عام 1988، تم وضع هولدن في فئة كاملة أسفل الصقر بالحجم الكامل. وبدرجات متفاوتة، جاءت المنافسة أيضًا من عروض متوسطة الحجم من تويوتا أستراليا وكذلك كرايسلر أستراليا، والتي تحولت إلى ميتسوبيشي موتورز أستراليا. علاوة على ذلك، بين عامي 1989 و1997، شهدت سياسة الحكومة الفيدرالية الأسترالية إطلاق تويوتا أستراليا، والتي كانت نسخة معدلة من الجيل الثاني كومودور. مع إدخال الجيل الثالث في عام 1997، نفذت هولدن أكبر برامجها التصديرية التي تشمل شركة كومودور ومشتقاتها. في الشرق الأوسط وجنوب إفريقيا والبرازيل، تم بيع الكومودور كسيارة شيفروليه. تم اتباع إصدارات تصدير عالية الأداء في أمريكا الشمالية، وتباع باسم بونتياك ولاحقًا شيفروليه. تم تصدير هولدن للعربات الخاصة أيضًا إلى المملكة المتحدة باسم فوكسهول، وفي الشرق الأوسط مثل سيارات شفروليه الخاصة هولدن للعربات الخاصة وفي نيوزيلندا وسنغافورة باسم هولدن للعربات الخاصة.